# Нижние Климауцы
Нижние Климауцы также Климэуций де Жос (рум. Climăuţii de Jos) — село в Шолданештском районе Молдавии. Является административным центром коммуны Нижние Климауцы, включающей также село Кот.

## География
Нижние Климауцы расположены на правом берегу реки Днестр в 3 км от Вадул-Рашков и 25 км от железнодорожной станции Шолданешты на высоте 52 метра над уровнем моря. Расстояние до Кишинёва — 133 км. Площадь села 17,5 км², около 630 хозяйств.

## Население
По данным переписи населения 2004 года, в селе Климэуций де Жос проживает 1070 человек (534 мужчины, 536 женщин).
Этнический состав села:
| Национальность | Число жителей | Процентный состав |
| -------------- | ------------- | ----------------- |
| молдаване      | 1060          | 99,07             |
| румыны         | 5             | 0,47              |
| украинцы       | 3             | 0,28              |
| русские        | 2             | 0,19              |
| Всего          | 1070          | 100 %             |

## Инфраструктура
В селе есть церковь Св. великомученика Дмитрия, основанная в 1889 году. Работает неполная средняя школа с 14 преподавателями и 146 учениками.